# Liste des titres musicaux numéro un aux États-Unis en 2016
 (août 2023).
- Si vous ne connaissez pas le sujet, laissez ce bandeau (vous pouvez alors contacter les auteurs).
- Si vous supprimez le contenu mis en cause (vous pouvez préalablement contacter les auteurs),

argumentez précisément cette suppression dans la page de discussion
(un manque de référence n'est pas un argument ; une recherche réelle de référence doit avoir été effectuée, être formellement documentée).
Cette page liste les titres musicaux ayant le plus de succès au cours de l'année 2016 aux États-Unis d'après le magazine Billboard.
L'année 2016 aux États-Unis en musique commence avec une série d'artistes non américains, la plus longue de l'histoire, à être numéro 1. Tout d'abord avec Hello de la Britannique Adele qui après 7 semaines numéro 1 en 2015 et 3 en 2016 va perdre sa place au profit de Sorry du Canadien Justin Bieber, la musique a beaucoup d'écoutes en streaming. Après 3 semaines numéro 1, Sorry va être détrôné par une autre musique de Justin Bieber, Love Yourself.
Love Yourself va rester deux semaines numéro 1 et malgré le peu de semaines passées à la première place, Love Yourself va être la musique la plus vendue de l'année. Le titre va être le plus diffusé en radio à travers tout le pays.
Au mois de mars, la musique Work de la barbadienne Rihanna et du rappeur canadien Drake va être numéro 1 pendant 9 semaines. Bien que n’étant pas la plus téléchargée, Work va bénéficier de ses écoutes en streaming pour passer tant de semaines numéro 1 (en effet 7 Years du groupe danois Lukas Graham est resté deuxième alors que la musique a été plus téléchargée et plus diffusée en radio). Panda du rappeur de 18 ans Desiigner va mettre fin à la série de non-Américains numéro 1 en détrônant Work de Rihanna. 
Panda va passer deux semaines numéro 1 avant que Drake et son titre One Dance ne viennent prendre la première place qui semble fuir Drake depuis des années. 
Justin Timberlake a également signé la deuxième musique de l'été avec son titre Can't stop the feeling qui a atteint la première place fin mai pendant une semaine. La musique n'a pas pu faire mieux car les ventes de One Dance ont explosé et l'ont empêché de reprendre la première place.  
Début août, la chanteuse australienne Sia accompagné du jamaïcain Sean Paul vont prendre la tête du classement et mettre fin aux 10 semaines numéro 1 de One Dance. C'est la première fois que deux chanteurs deux plus de 40 ans atteignent la première place, de plus, Sia obtient son premier numéro 1 aux États-Unis et Sean Paul bat le record du nombre d'années d'écart entre deux numéro 1, 10 ans car sa dernière remonte à 2006 avec Temperature. Mais dès la fin du mois d’août après avoir occupé pendant 4 semaines la pole position, Sia cède sa place au duo de musique électronique The Chainsmokers avec leur titre Closer.
Closer va être la première musique d'un artiste ou groupe d'artistes de musique électronique à se classer numéro 1. Malgré l’absence de clip lors des premières semaines, Closer aura réussi à rester 12 semaines numéro 1. Cette musique étant un mélange entre musique électronique et balade amoureuse, relatant un ex-couple se retrouvant par hasard, elle devient aux États-Unis la musique de toute une génération ainsi que l'un des plus gros succès de sa décennie. Le clip version lyrics a été vu près de 1,2 milliard de fois sur YouTube. Le long règne de Closer prend fin en novembre. 
Fin novembre, le titre Black Beatles du duo de rap Rae Sremmurd va atteindre la première place, le succès de la musique est dû à son utilisation massive lors du mannequin challenge, défi consistant à rester immobile face à la caméra sur le son de Black Beatles de Rae Sremmurd.       

## Historique

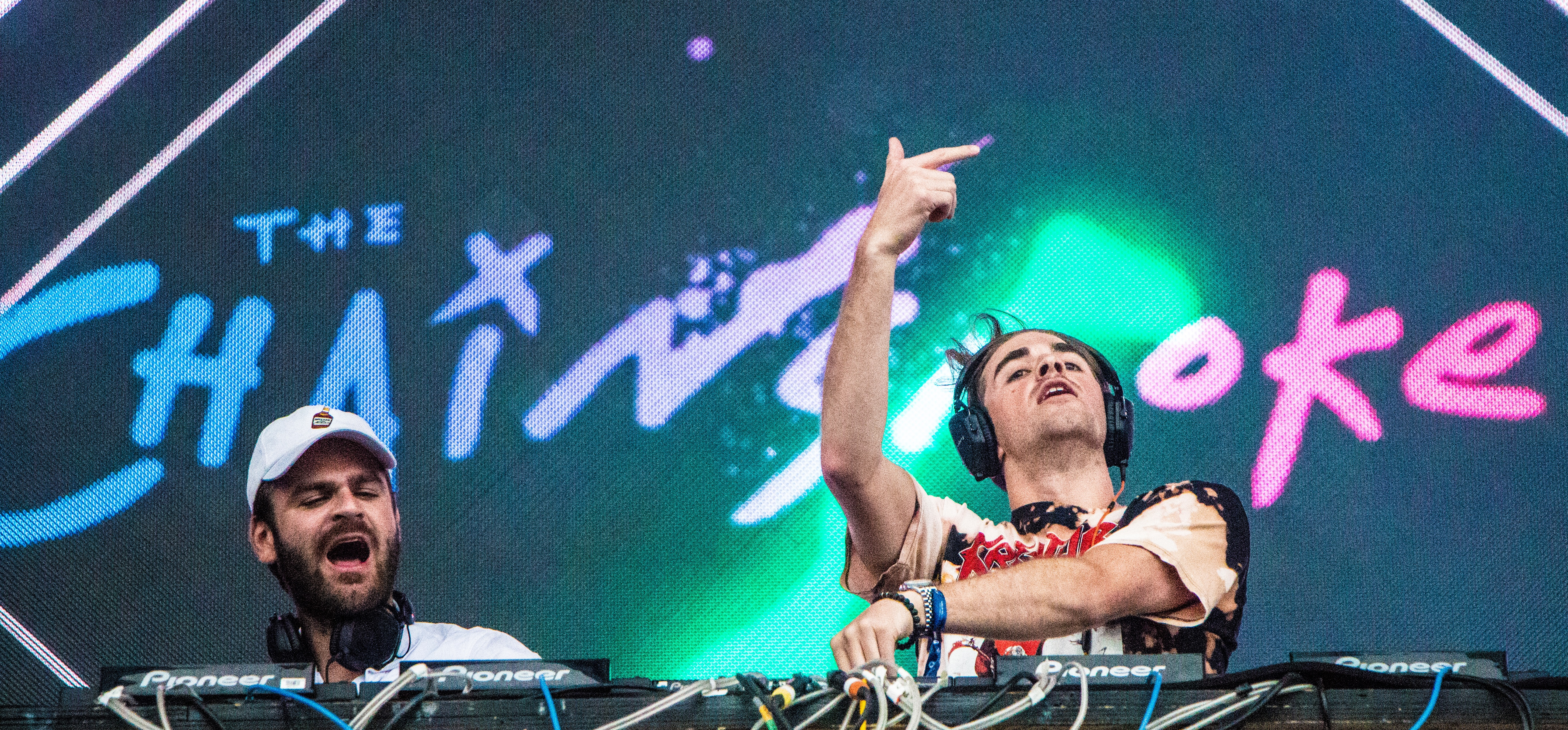
La chanson Closer du duo The Chainsmokers est resté 12 semaines consécutives numéro 1 au Billboard Hot 100 en 2016.

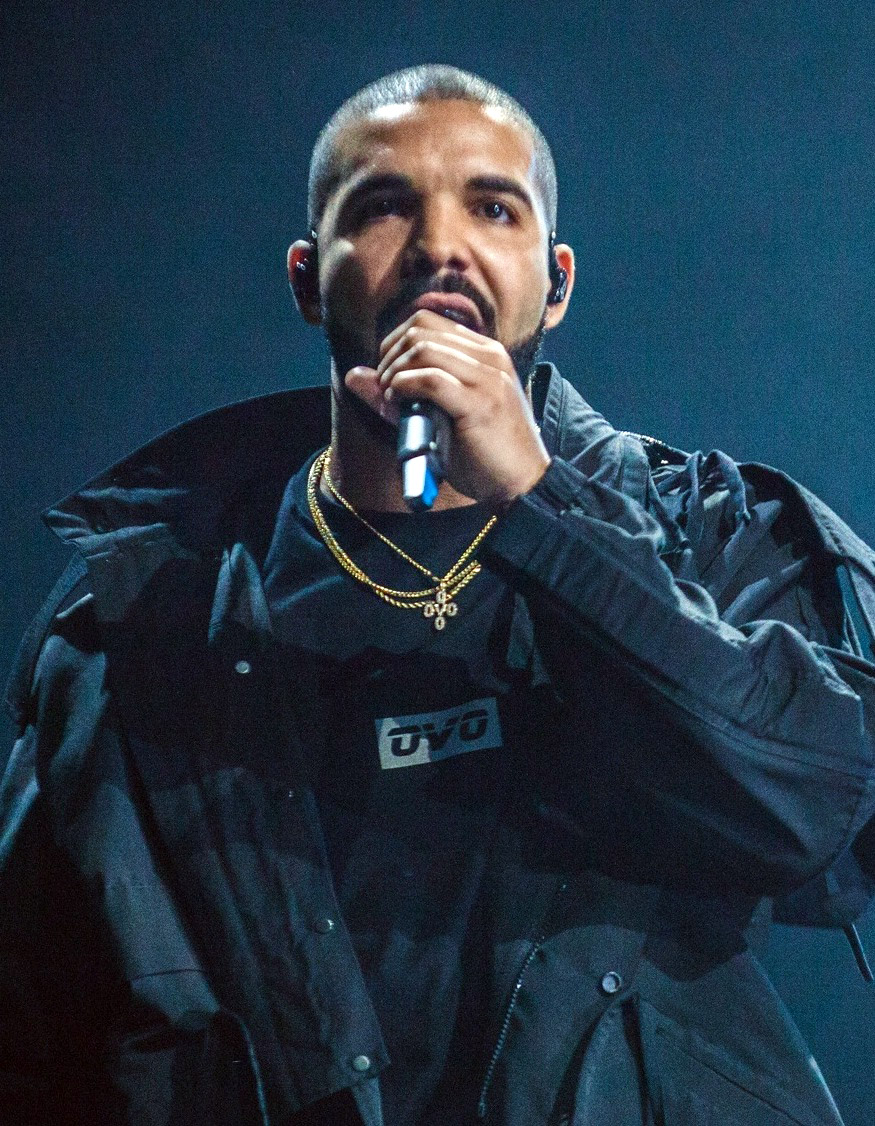
Le chanteur canadien Drake est resté 10 semaines numéro 1 en 2016 au Billboard Hot 100 avec sa chanson One Dance.

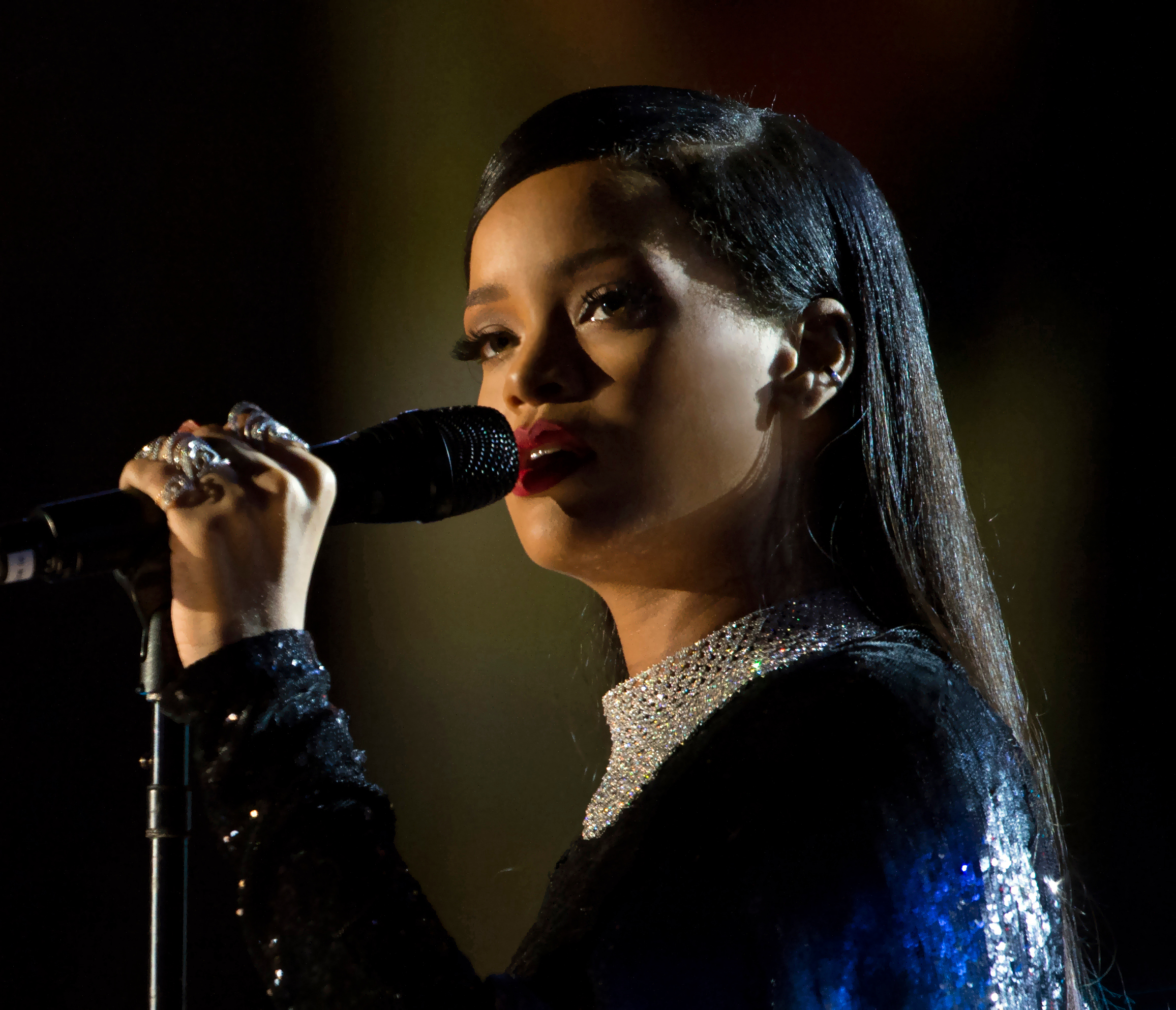
La chanson Work de Rihanna est resté 9 semaines consécutives numéro 1 au Billboard Hot 100 en 2016.

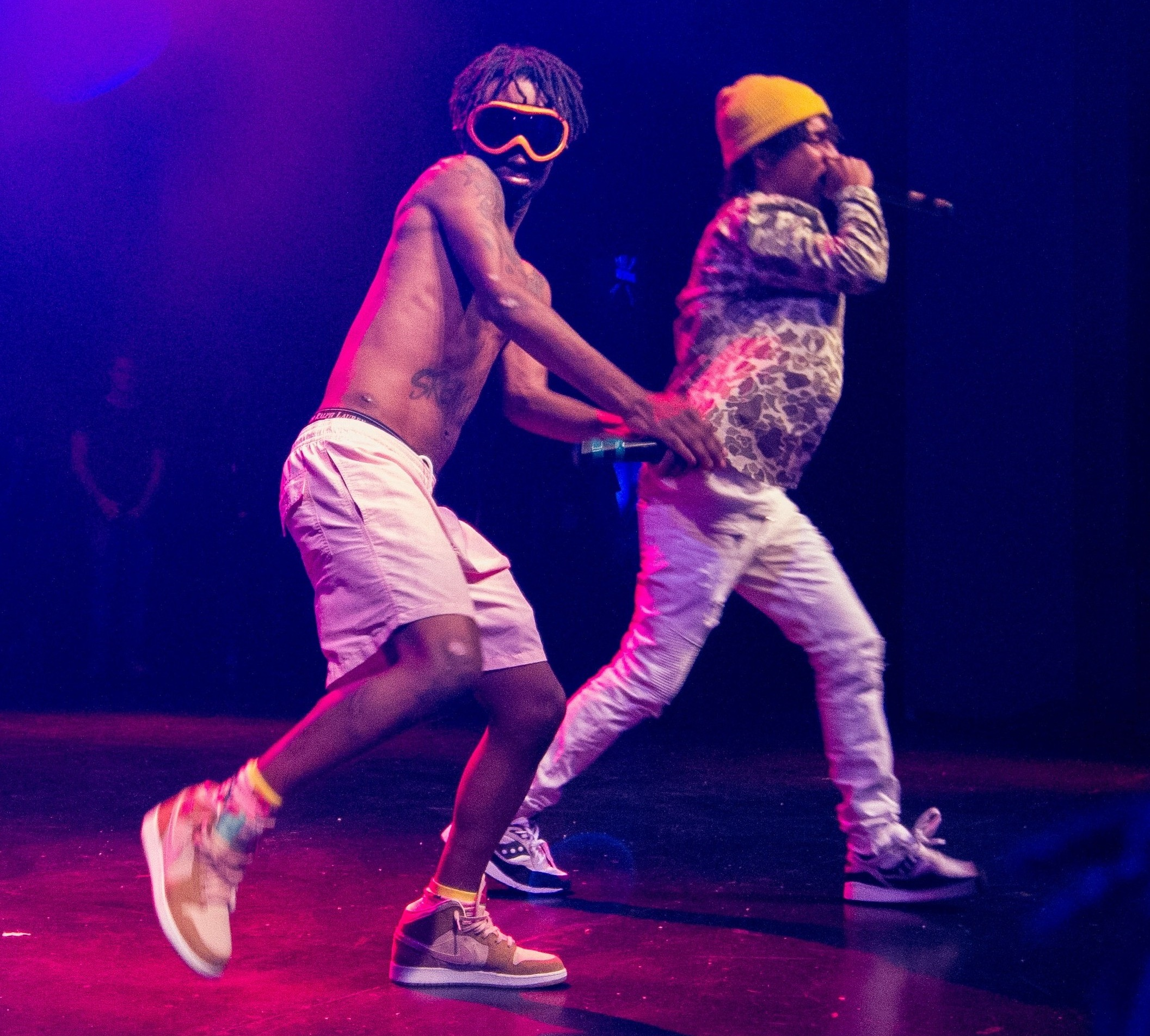
Le duo Rae Sremmurd est resté 6 semaines numéro 1 en 2016 au Billboard Hot 100 avec la chanson Black Beatles.

.
| Date         | Artiste(s)                        | Titre                   | Référence |
| ------------ | --------------------------------- | ----------------------- | --------- |
| 2 janvier    | Adele                             | Hello                   |           |
| 9 janvier    | Adele                             | Hello                   |           |
| 16 janvier   | Adele                             | Hello                   |           |
| 23 janvier   | Justin Bieber                     | Sorry                   |           |
| 30 janvier   | Justin Bieber                     | Sorry                   |           |
| 6 février    | Justin Bieber                     | Sorry                   |           |
| 13 février   | Justin Bieber                     | Love Yourself           |           |
| 20 février   | Zayn                              | Pillowtalk              |           |
| 27 février   | Justin Bieber                     | Love Yourself           |           |
| 5 mars       | Rihanna featuring Drake           | Work                    |           |
| 12 mars      | Rihanna featuring Drake           | Work                    |           |
| 19 mars      | Rihanna featuring Drake           | Work                    |           |
| 26 mars      | Rihanna featuring Drake           | Work                    |           |
| 2 avril      | Rihanna featuring Drake           | Work                    |           |
| 9 avril      | Rihanna featuring Drake           | Work                    |           |
| 16 avril     | Rihanna featuring Drake           | Work                    |           |
| 23 avril     | Rihanna featuring Drake           | Work                    |           |
| 30 avril     | Rihanna featuring Drake           | Work                    |           |
| 7 mai        | Desiigner                         | Panda                   |           |
| 14 mai       | Desiigner                         | Panda                   |           |
| 21 mai       | Drake featuring Wizkid & Kyla     | One Dance               |           |
| 28 mai       | Justin Timberlake                 | Can't Stop the Feeling! |           |
| 4 juin       | Drake featuring Wizkid & Kyla     | One Dance               |           |
| 11 juin      | Drake featuring Wizkid & Kyla     | One Dance               |           |
| 18 juin      | Drake featuring Wizkid & Kyla     | One Dance               |           |
| 25 juin      | Drake featuring Wizkid & Kyla     | One Dance               |           |
| 2 juillet    | Drake featuring Wizkid & Kyla     | One Dance               |           |
| 9 juillet    | Drake featuring Wizkid & Kyla     | One Dance               |           |
| 16 juillet   | Drake featuring Wizkid & Kyla     | One Dance               |           |
| 23 juillet   | Drake featuring Wizkid & Kyla     | One Dance               |           |
| 30 juillet   | Drake featuring Wizkid & Kyla     | One Dance               |           |
| 6 août       | Sia featuring Sean Paul           | Cheap Thrills           |           |
| 13 août      | Sia featuring Sean Paul           | Cheap Thrills           |           |
| 20 août      | Sia featuring Sean Paul           | Cheap Thrills           |           |
| 27 août      | Sia featuring Sean Paul           | Cheap Thrills           |           |
| 3 septembre  | The Chainsmokers featuring Halsey | Closer                  |           |
| 10 septembre | The Chainsmokers featuring Halsey | Closer                  |           |
| 17 septembre | The Chainsmokers featuring Halsey | Closer                  |           |
| 24 septembre | The Chainsmokers featuring Halsey | Closer                  |           |
| 1er octobre  | The Chainsmokers featuring Halsey | Closer                  |           |
| 8 octobre    | The Chainsmokers featuring Halsey | Closer                  |           |
| 15 octobre   | The Chainsmokers featuring Halsey | Closer                  |           |
| 22 octobre   | The Chainsmokers featuring Halsey | Closer                  |           |
| 29 octobre   | The Chainsmokers featuring Halsey | Closer                  |           |
| 5 novembre   | The Chainsmokers featuring Halsey | Closer                  |           |
| 12 novembre  | The Chainsmokers featuring Halsey | Closer                  |           |
| 19 novembre  | The Chainsmokers featuring Halsey | Closer                  |           |
| 26 novembre  | Rae Sremmurd featuring Gucci Mane | Black Beatles           |           |
| 3 décembre   | Rae Sremmurd featuring Gucci Mane | Black Beatles           |           |
| 10 décembre  | Rae Sremmurd featuring Gucci Mane | Black Beatles           |           |
| 17 décembre  | Rae Sremmurd featuring Gucci Mane | Black Beatles           |           |
| 24 décembre  | Rae Sremmurd featuring Gucci Mane | Black Beatles           |           |
| 31 décembre  | Rae Sremmurd featuring Gucci Mane | Black Beatles           |           |